# Triaenops persicus
Espèce
Statut de conservation UICN

 LC  : Préoccupation mineure
Triaenops persicus est une espèce de chauves-souris de la famille des Hipposideridae.

## Répartition et habitat

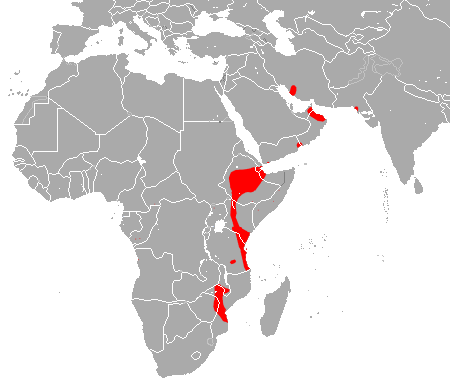
Distribution de l'espèce. Les zones en Afrique concernent une ancienne sous-espèce de T. persicus, Triaenops afer.

Cette espèce vit au Moyen-Orient.

## Taxinomie
Selon la troisième édition de Mammal Species of the World (version 3, 2005)  (3 juin 2014), de 2005, trois sous-espèces sont reconnues :
- sous-espèce Triaenops persicus afer
- sous-espèce Triaenops persicus majusculus
- sous-espèce Triaenops persicus persicus

La sous-espèce T. p. afer, d'Afrique, a depuis été élevée au rang d'espèce, Triaenops afer.
Murray Wrobel propose le nom de « Triaenops de Perse » pour le désigner.